# П'єр Андреа Маттеацці
П'єр Андреа Маттеацці (італ. Pier Andrea Matteazzi, 5 грудня 1997) — італійський плавець.
Учасник Олімпійських Ігор 2020 року, де в попередніх запливах на дистанції 400 метрів комплексом посів 19-те місце і не потрапив до фіналу.